# Yabeinosaurus
Yabeinosaurus is een geslacht van uitgestorven hagedissen uit de Jehol-groep uit het Vroeg-Krijt in het noordoosten van China. 
De typesoort Yabeinosaurus tenuis werd in 1942 benoemd door Riuji Endo en Tokio Shikama tijdens de Japanse bezetting vaan Mantsjoerije. De soortaanduiding betekent "de tengere".
Het holotype is Cent. Nat. Mus. Manchoukuo, Reg. No. 3735. Het betreft het skelet van een jong dier. Dit specimen is tegenwoordig kwijt maar er zijn wel foto's van.
In 1964 maakte Hoffstetter een tweede specimen IVPP V961 het holotype van een tweede soort, Yabeinosaurus youngi. Dit exemplaar is echter zeer slecht gepreserveerd, voornamelijk als afdrukken. Het heeft geen kenmerken die het van het de typesoort onderscheiden maar deelt daar ook geen autapomorfieën mee zodat deze soort tegenwoordig als een nomen dubium wordt beschouwd.
In 2001 maakte Ji specimen YFM R002 het neotype van de soort. Ook dit is echter een jong dier, wat de bruikbare informatie die het kan verschaffen vermindert.
Wat later werd de soort bekend van vele goed bewaarde skeletten van zowel jonge als volwassen individuen. Ongeveer zestig jaar lang was Yabeinosaurus alleen bekend van jonge exemplaren, waardoor vooraanstaande wetenschappers geloofden dat het een kleine hagedis was met zwak ontwikkelde botten. Hierdoor werd gedacht dat het nauw verwant was aan gekko's. Grotere exemplaren meten echter tot vijfendertig centimeter snuit-einde romplengte. De tweede sacrale rib is uitzonderlijk kort.
Het werd voor het eerst goed beschreven in 2005 door Susan E. Evans, die aantoonde dat Yabeinosaurus een relatief grote hagedis was toen hij volgroeid was. Recente fylogenetische analyses geven aan dat Yabeinosaurus niet nauw verwant is aan gekko's, maar eerder een zeer basale hagedis dicht bij de splitsing tussen Iguania en Scleroglossa, een van de vroegste verschillen in de evolutionaire geschiedenis van hagedissen. Of het al dan niet buiten deze splitsing of binnen Scleroglossa ligt, is onzeker.

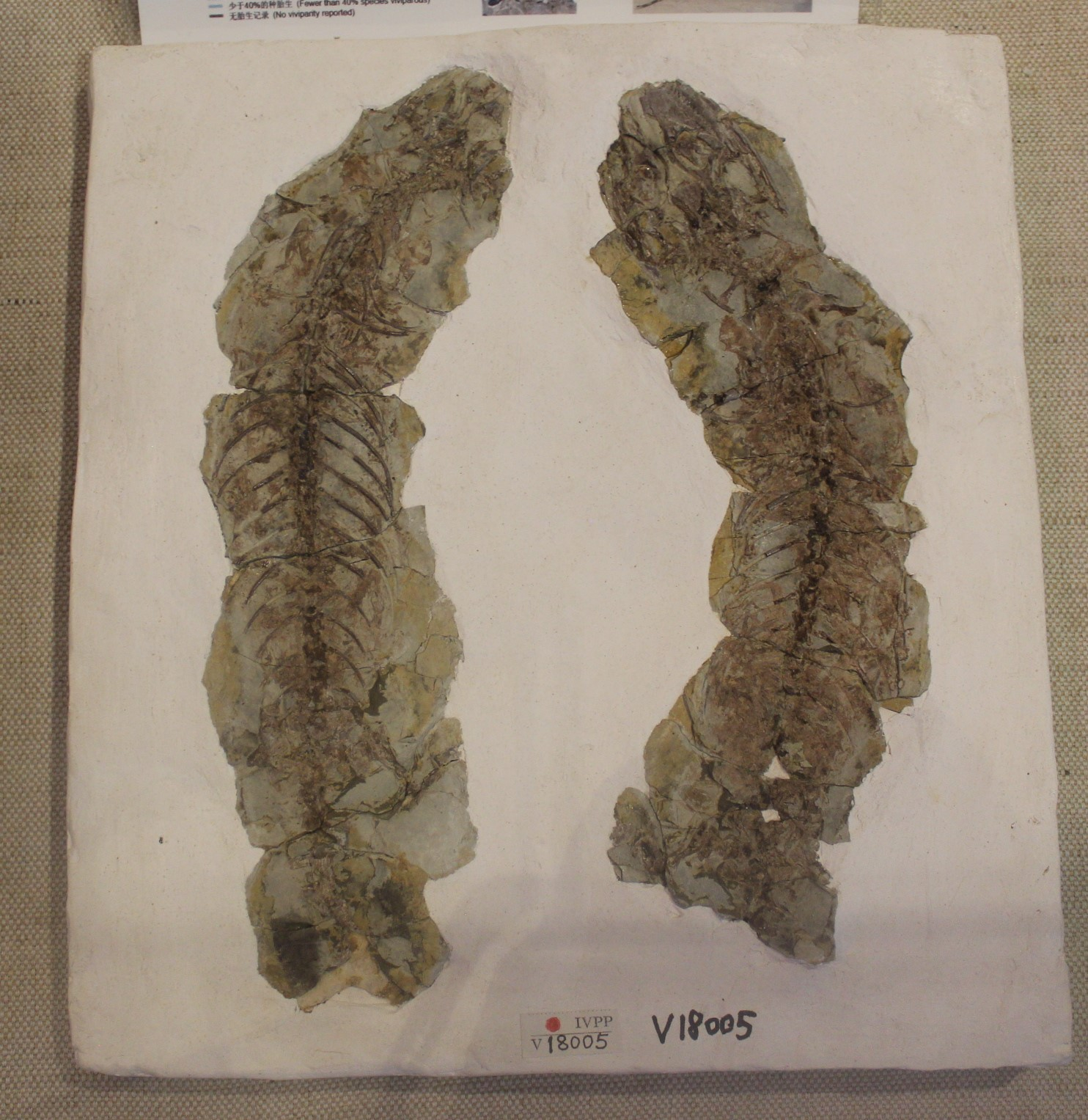
IVPP V18005

In 2011 werd een fossiel van Yabeinosaurus ontdekt, specimen IVPP V18005, met vijftien goed ontwikkelde embryo's erin, waardoor het het oudste fossiel is van een zwangere levendbarende hagedis die tot nu toe is ontdekt.